# سنجدغل
سنجدغل (بالفارسية: سنجدگل) هي قرية تقع في البلدة المركزية في إيران. يقدر عدد سكانها بـ 37 نسمة .